# 第1屆金馬獎
第1屆金馬獎，又稱為五十一年度國語影片展覽及優良國片頒獎典禮，是首度由中華民國官方舉辦的國產電影評選活動。

## 活動安排
頒獎典禮於台灣時間1962年10月31日下午三時在台北市國光戲院（1965年改為國軍文藝活動中心，2025年拆除）舉行，由行政院新聞局局長沈劍虹主持開幕儀式，行政院副院長王雲五發表演說並主持頒奬，司儀則由丁秉燧擔任。主題曲由蔡敏演唱。最後，以《星星月亮太陽》得最佳女主角的第一屆金馬獎影后尤敏，代表得獎人致答詞。

## 獎項設計
行政院新聞局於1962年9月17日先公布該年度獎勵國語影片及個人技術得獎名單，大型金馬獎之最佳影劇片1部，中型金馬獎之優等劇情片3部，中型金馬獎之最佳紀錄片1部，小型金馬獎之優等紀錄片2部，另個人技術獲得獎勵者14人。第一屆金馬獎座出自誰人之手，至今未知；而第2屆金馬獎座造型為呈騰躍姿態的戰馬，由知名已故雕塑家楊英風設計。金馬獎早期獎座分大、中、小三種尺寸，馬身的使用材質為銅；後來幾屆的獎座造型都有變化。1990年的第27屆金馬獎，台北金馬影展執行委員會成立後，將金馬獎座恢復青銅色造型，直到1993年的第30屆金馬獎，台北金馬影展執行委員會宣布統一制定金馬獎座。2003年，為了慶祝金馬40（第40屆金馬獎），第一次正式為金馬獎座貼上金箔，隔年2004年的第41屆金馬獎，金馬獎座暫時恢復青銅色造型，但有人要求金馬執委會把金馬獎座一律以金色造型為主，因此金馬執委會認為，為了讓金馬獎更名符其實，也符合國外影展獎座的設計慣例，經過表決通過，決定今後的金馬獎座都以一律金色造型出現至今。

## 評審爭議
在首屆金馬獎閉幕後，亦產生了一些評審不公的爭議。如《楊貴妃》曾贏得坎城影展法國高級攝影技術委員會特獎，照理不應該在金馬獎「最佳彩色攝影」一項輸給《星星月亮太陽》。主辦人員則解釋，由於該片攝影師西本正（賀蘭生）是日本人，故未予獎。

## 得獎名單
- 第15屆之前，金馬獎採事前公佈得獎名單的方式，因此無「入圍名單」[6]。

下列之標記為該獎項之得獎者。

## 得獎統計
總共有14部電影獲獎，僅計入正式競賽獎項。
| 得獎數量 | 電影名稱               | 得獎獎項                                       |
| -------- | ---------------------- | ---------------------------------------------- |
| 4        | 《星星月亮太陽》       | 最佳劇情片、最佳女主角、最佳編劇、最佳彩色攝影 |
| 3        | 《宜室宜家》           | 優等劇情片、最佳男配角、最佳黑白攝影           |
| 3        | 《楊貴妃》             | 優等劇情片、最佳剪輯、最佳錄音                 |
| 2        | 《千嬌百媚》           | 最佳導演、最佳音樂                             |
| 2        | 《台灣教育》           | 優等紀錄片、最佳紀錄片攝影                     |
| 2        | 《今日金門》           | 最佳紀錄片、最佳紀錄片策劃                     |
| 1        | 《慈母千秋》           | 獲獎助金影片                                   |
| 1        | 《金喇叭》             | 最佳童星                                       |
| 1        | 《手槍》               | 最佳男主角                                     |
| 1        | 《脂粉間諜網》         | 獲獎助金影片                                   |
| 1        | 《趙氏孤兒》           | 獲獎助金影片                                   |
| 1        | 《五十年國慶閱兵大典》 | 優等紀錄片                                     |
| 1        | 《一萬四千個證人》     | 優等劇情片                                     |
| 1        | 《颱風》               | 最佳女配角                                     |

## 外部連結
- 第1屆金馬獎名單 （页面存档备份，存于）（繁體中文）
- 金馬影展專輯 （页面存档备份，存于）（繁體中文）
- 時光網-第2届台湾电影金马奖 （页面存档备份，存于）